# Estação Nangang
Nangang (chinês: 南港, pinyin: Nángǎng) é uma estação ferroviária e metroviária localizada em Taipé, Taiwan, servida pela ferrovia de alta velocidade de Taiwan, pela Taiwan Railways Administration e pelo metrô de Taipé.